# Fascino del palcoscenico
Fascino del palcoscenico (Stage Struck) è un film del 1958 diretto da Sidney Lumet, remake di La gloria del mattino.

## Trama
Una giovane di belle speranze approda a New York con l'idea di fare l'attrice. Sulla sua pelle proverà quanto è ostile l'ambiente di Broadway, ma alla fine troverà il successo.